# Вулиця Заклинських (Львів)
Вулиця Заклинських — вулиця в Личаківському районі Львова, у місцевості Старе Знесіння. Пролягає від перехрестя вулиць Кордуби та Почаївської до вулиці Старознесенської.
Прилучаються вулиці Митрополита Липківського та Бачинського.

## Історія
Виникла у першій третині XX століття, не пізніше 1931 року отримала назву Цвинтарна (Цментарна), через розташований неподалік Старознесенський цвинтар. У 1943—1944 роках, під час німецької окупації, мала назву Фрідгофґассе. Після війни вулиці повернули довоєнну назву, проте у 1963 році перейменували на вулицю Пустельникова, на честь радянського військовика, єфрейтора Семена Пустельникова (1921—1945), нквдиста, що загинув в бою з вояками УПА. Сучасну назву вулиця отримала у 1993 році, на честь Богдана і Ростислава Заклинських, українських письменників, публіцистів і громадських діячів.

## Забудова
Вулиця забудована слабо. На її початку з непарного боку простягається територія колишнього склозаводу «Галичскло», з парного боку — ділянка малоповерхової садибної забудови, з якої до вулиці Заклинських приписаний лише один, останній будинок під № 4, зведений у 1930-х роках у стилі конструктивізму. Трохи далі по вулиці з непарного боку можна побачити цегляну водогінну вежу склозаводу, яка має досить цікаву архітектуру і є окрасою району. За вежею розташовані ще два будинки, приписані до вулиці Заклинських — № 7 (приватна садиба) та № 9 (триповерховий житловий будинок 1980-х років). Далі по непарному боку вулиці простягається старий сад, а по парному — ландшафтний парк «Знесіння». Далі з парного боку розташована ще одна приватна садиба (№ 18), за якою на узвишші стоїть монастир йосафаток.

## Культові споруди
Під № 18 до радянської окупації було згромадження сестер-йосафаток. За часів незалежності тут за проектом архітектора Олександра Яреми почали будувати монастирський комплекс Згромадження Сестер Святого Священномученика Йосафата з однойменною каплицею.
Також на вулиці Заклинських до другої світової війни існувала дерев'яна синагога, знищена німецькими окупантами.
Між вулицею Митрополита Липківського та монастирем йосафаток розташований Старознесенський цвинтар, перенесений сюди у XIX столітті.